# Ga Tutuban
Ga Tutuban là nhà ga xe lửa chính của Đường sắt Quốc gia Philippines (PNR) và là nhà ga xe lửa chính tại thành phố Manila của Philippines. Tên gọi nhắc đến hai ga: ga xe lửa Tutuban cũ mà ngày nay là một phần của khu trung tâm mua sắm Tutuban và tòa nhà điều hành PNR, là văn phòng của cơ quan PNR và đóng vai trò như là ga cuối hiện tại của tất cả các dịch vụ PNR.

## Lịch sử
Nhà ga này được xây dựng lần đầu vào năm 1887 là một phần của tuyến "Ferrocarril de Manila-Dagupan", tạo thành hầu hết tuyến Bắc Chính ngày nay. Tuyến đường sắt dài 195 km cho đến thời điểm nhà ga khai trương vào ngày 24 tháng 11 năm 1892, chạy từ Manila đến thành phố Dagupan ở Pangasinan. Trong khi nhà ga Tutuban cũ mở vào năm 1892, thì nhà ga hiện tại đã hoạt động từ năm 1994.

## Hình ảnh

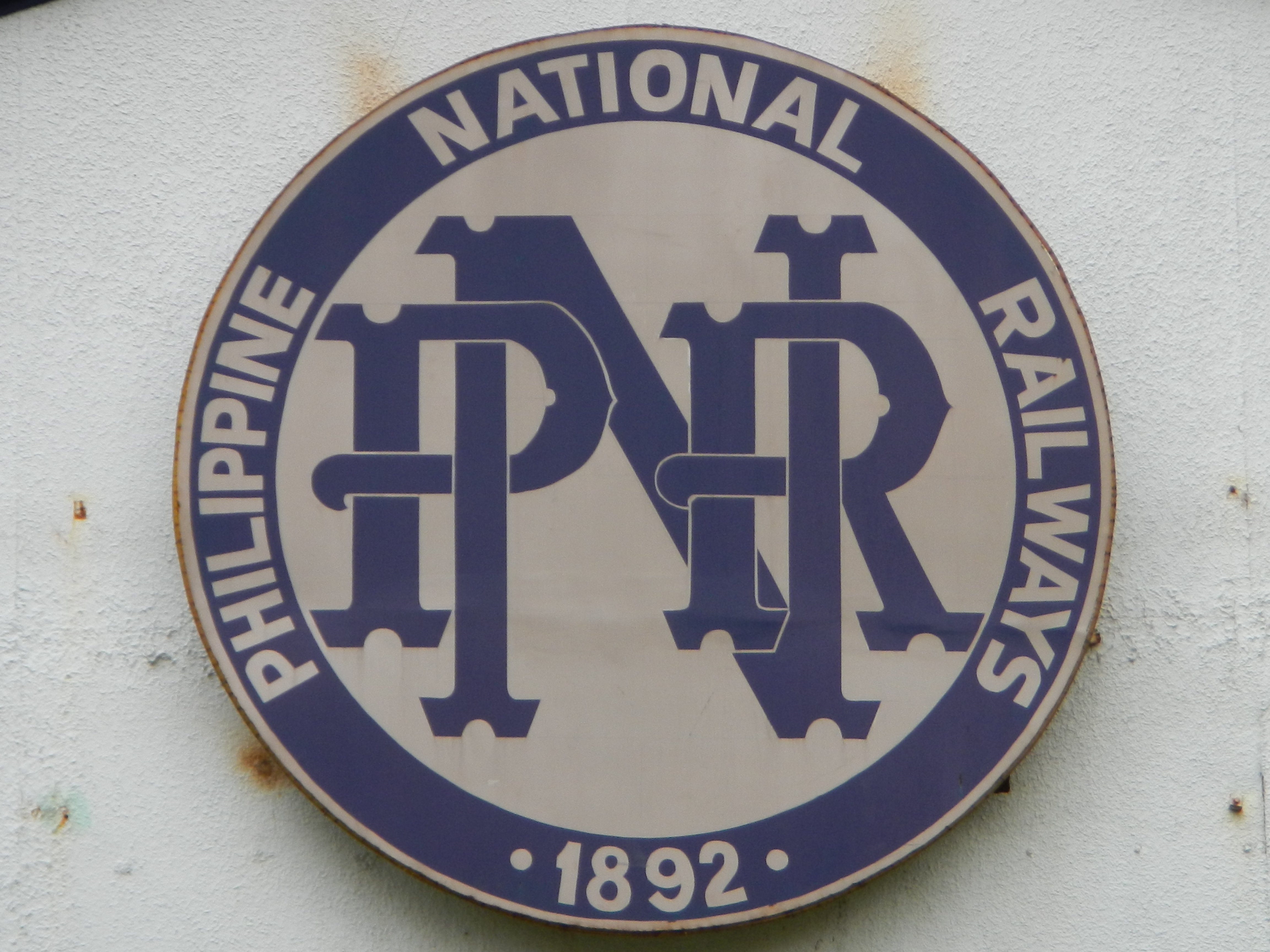
Logo Ga Tutuban
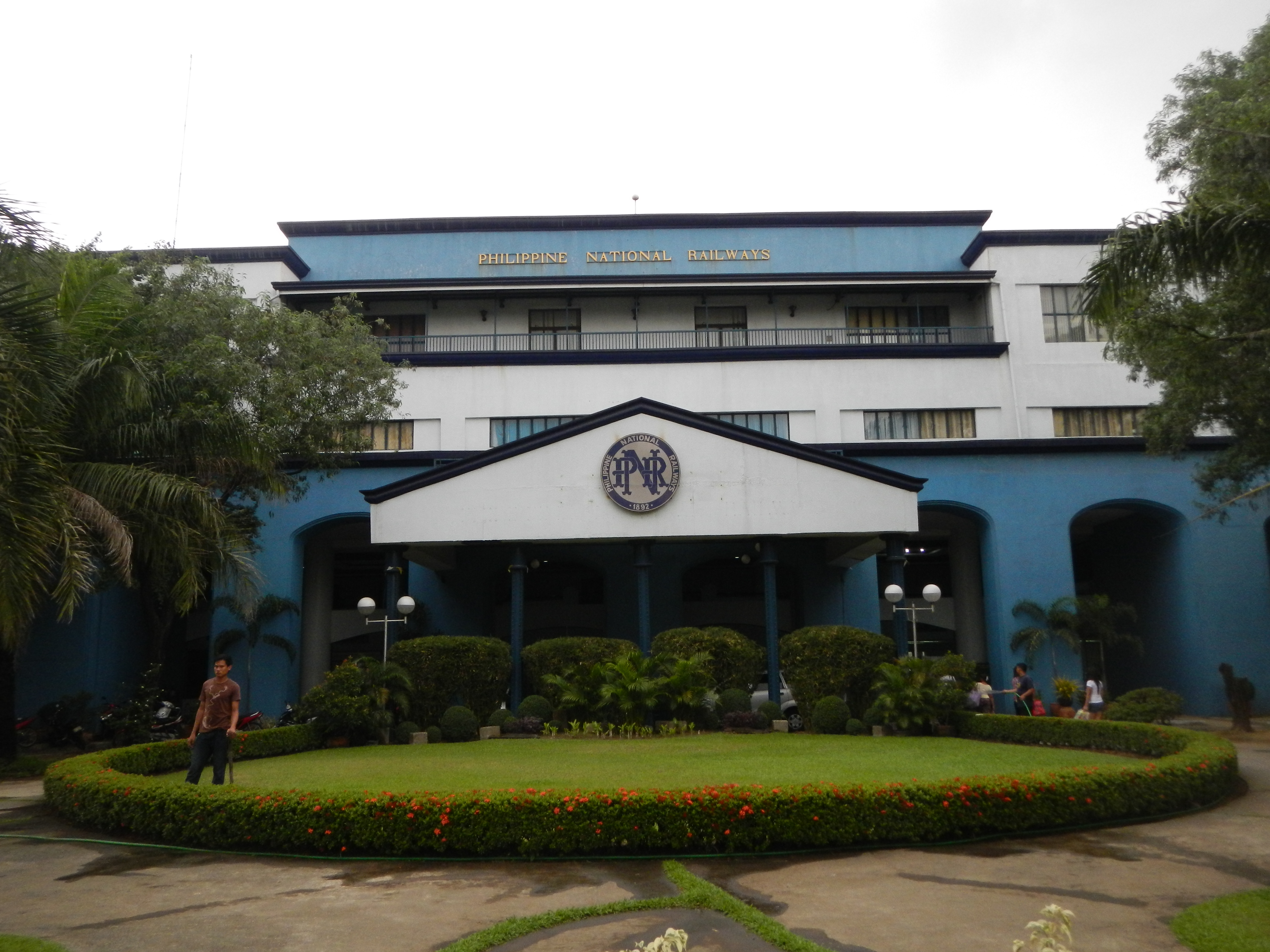
Mặt tiền nhà ga
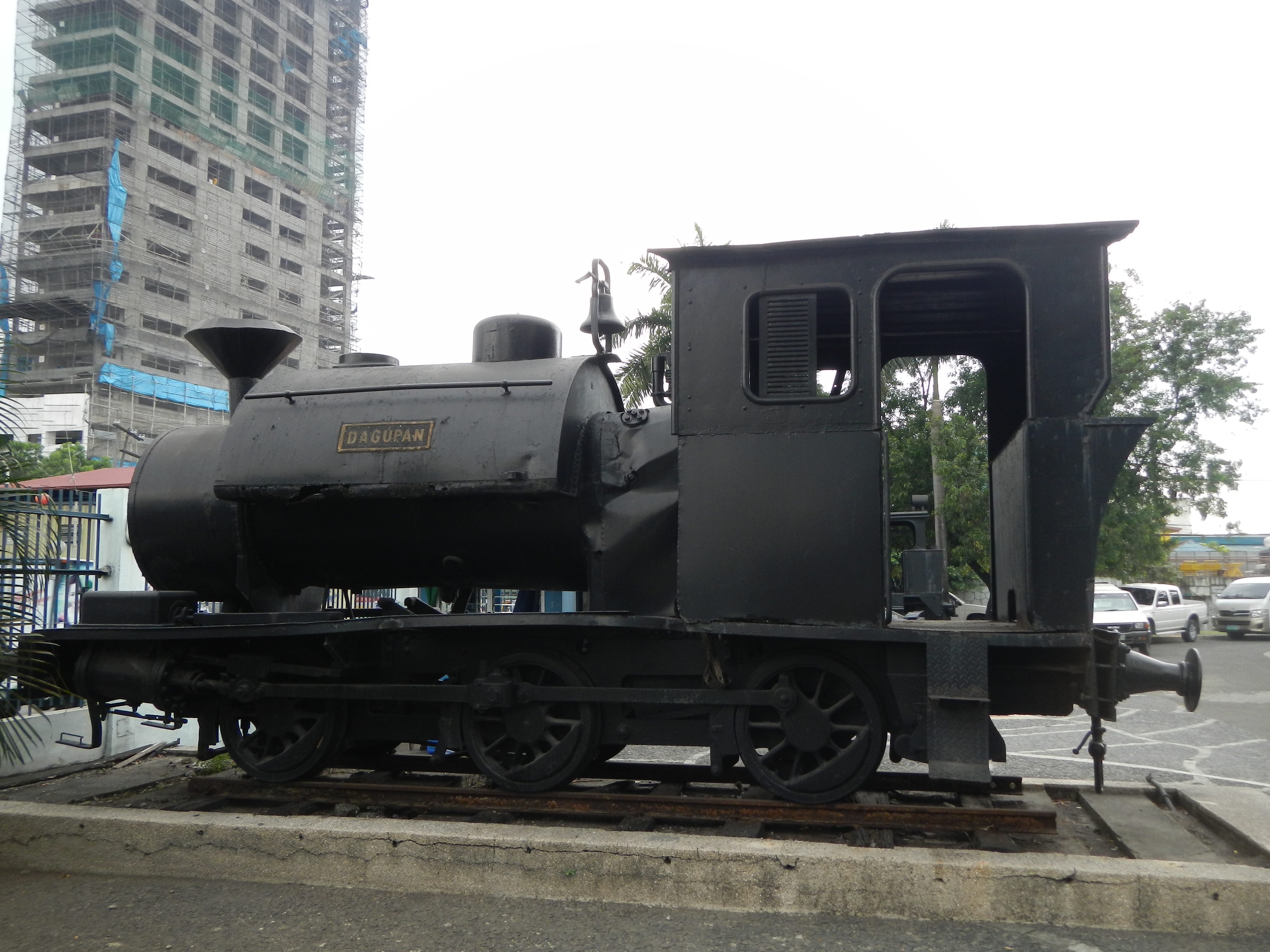
Đầu máy hơi nước Vintage 0-6-0 "Dagupan"
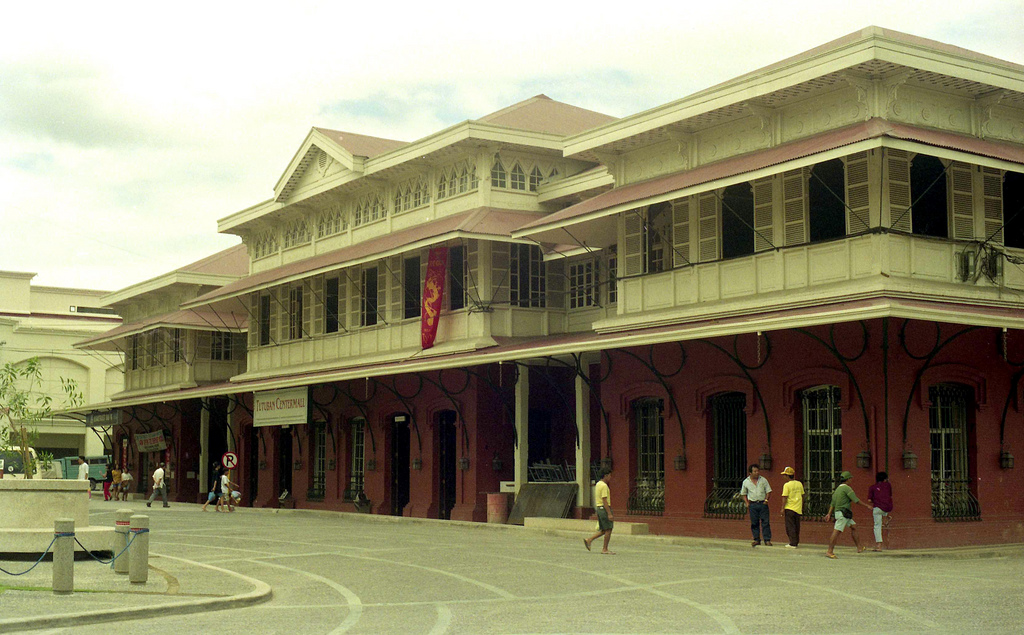
Bên ngoài Ga Tutuban cũ được xây vào năm 1892, mà nay là một phần của khu trung tâm mua sắm Tutuban
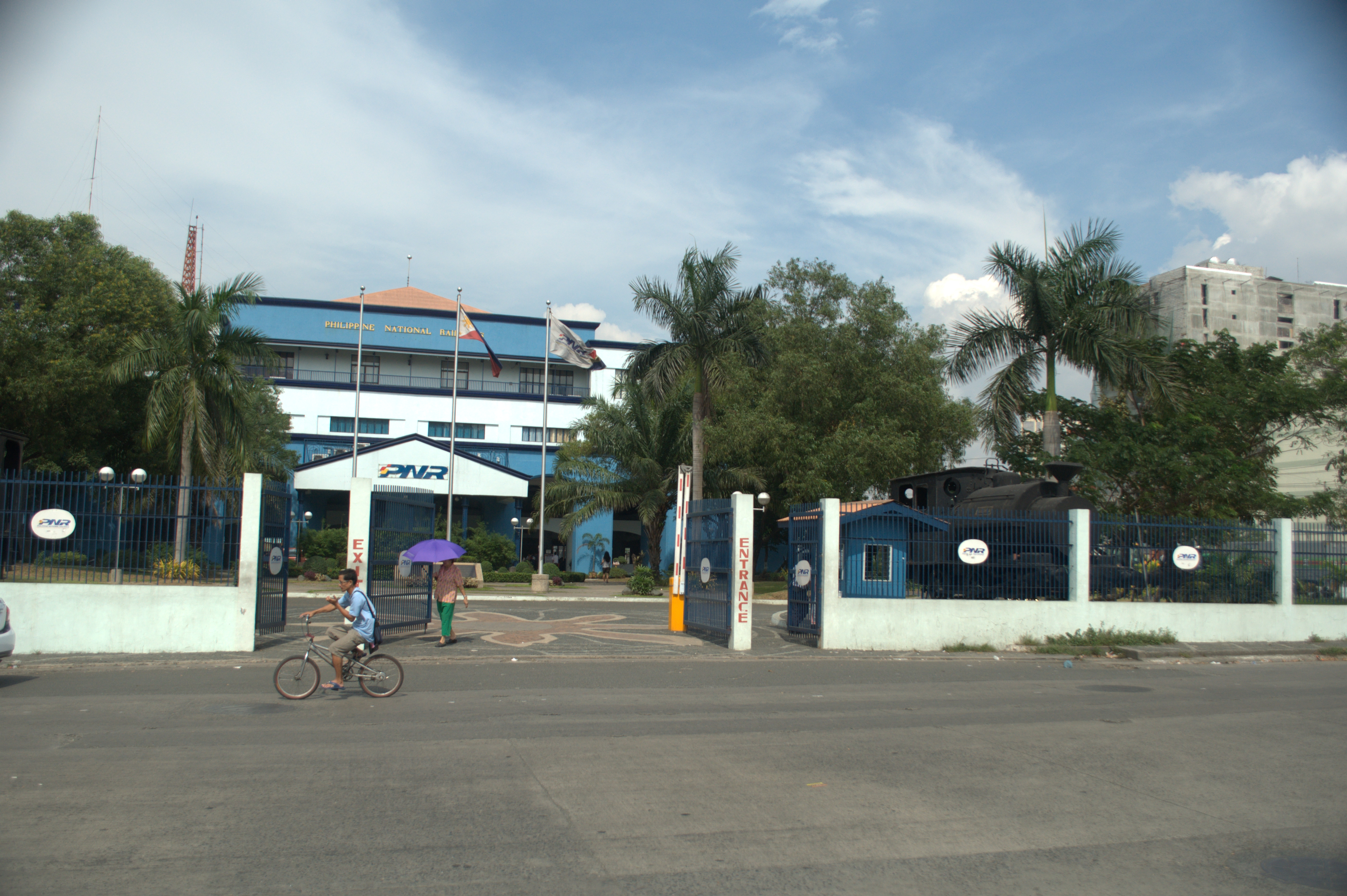
Mặt tiền hiện tại của Ga Tutuban
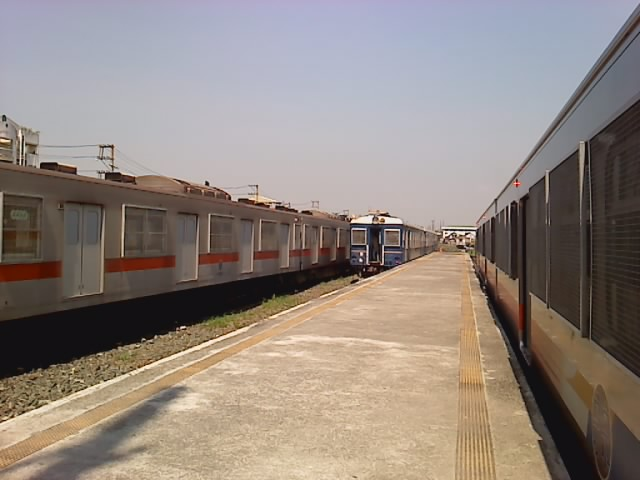
Sân ga 2

## Sơ đồ các ga
| L1 Các bến                                                |                                                 | |
| Bến A                                                     | PNR Commuter Express tới Alabang hoặc Depot (→) | |
| Sân ga kiểu đảo, cửa sẽ mở ra hoặc bên trái hoặc bên phải |                                                 | |
| Bến A                                                     | PNR Commuter Express tới Alabang hoặc Depot (→) | |
| Bến B                                                     | PNR Commuter Express tới Alabang hoặc Depot (→) | |
| Sân ga kiểu đảo, cửa sẽ mở ra hoặc bên trái hoặc bên phải |                                                 | |
| Bến B                                                     | PNR Commuter Express tới Alabang hoặc Depot (→) | |
| Bến C                                                     | PNR Commuter Express tới Alabang hoặc Depot (→) | |
| Sân ga kiểu đảo, cửa sẽ mở ra hoặc bên trái hoặc bên phải |                                                 | |
| Bến C                                                     | PNR Commuter Express tới Alabang hoặc Depot (→) | |
| L1                                                        | Đại sảnh                                        | Quầy bán vé, kiểm soát ga, quầy hàng, trạm bảo dưỡng kỹ thuật, văn phòng chính, ga cuối xe đạp, xe buýt, FX, jeepney, taxi và xe ba bánh |